# Strephonota agrippa
Espèce
Strephonota agrippa est une espèce de lépidoptères (papillons) de la famille des Lycaenidae, de la sous-famille des Theclinae et du genre Strephonota.

## Dénomination
Strephonota agrippa a été décrit par Johan Christian Fabricius en 1793 sous le nom de Hesperia agrippa.
Synonyme : Thecla zigira Hewitson, 1869.

## Description
Strephonota agrippa est un petit papillon avec deux fines queues à chaque aile postérieure.
Le dessus est bleu avec l'apex et le bord costal des ailes antérieures noir.
Le revers est gris beige orné d'une ligne postdiscale grise, avec aux ailes antérieures une tache ovale foncée et aux ailes postérieures deux petits ocelles rouge pâle dont un en position anale.

## Écologie et distribution
Strephonota agrippa est présent au Venezuela, en Équateur et au Brésil.

### Protection
Pas de statut de protection particulier.